# Samalari (Laga)
Samalari ist ein osttimoresischer Suco im Verwaltungsamt Laga (Gemeinde Baucau). „Samalari“ bedeutet auf Makasae „Banyanbaum“.

## Geographie

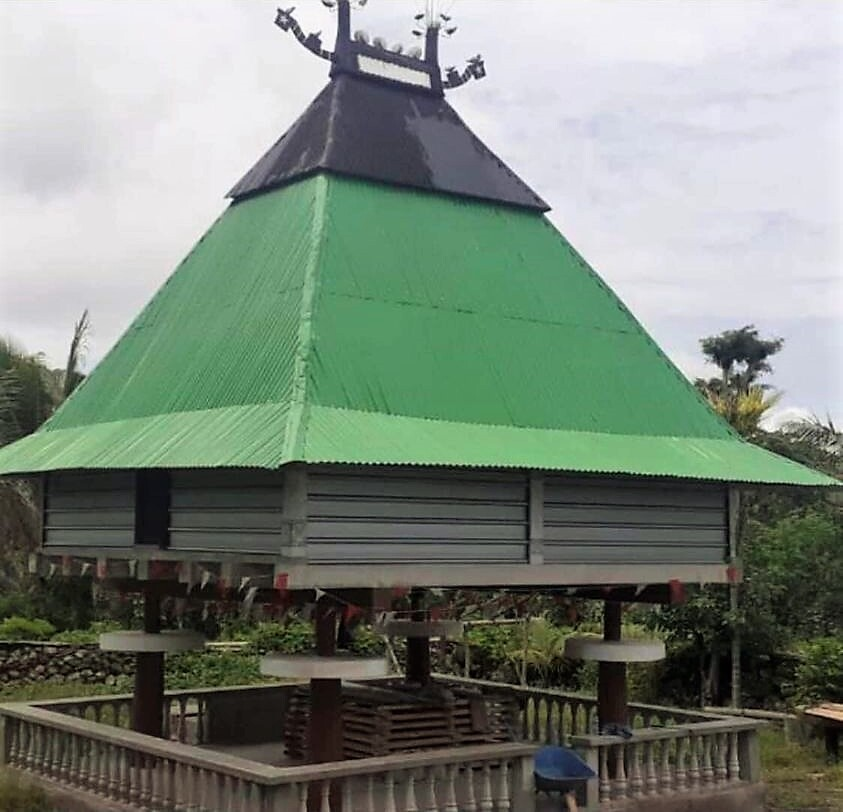
Haus des Wortes in der Aldeia Lualari

Samalari teilt sich in drei voneinander getrennten Territorien. Das Hauptgebiet liegt im Nordosten des Verwaltungsamts Laga an der Straße von Wetar. Es besteht aus den Aldeias Sorugua, Lualari und Samalari. Westlich befindet sich der Suco Nunira, südlich der Suco Libagua und Nuniras Exklave Lalulai und östlich der Suco Saelari und im Nordosten der Suco Ueru-Mata. Ueru-Mata (Uerumata) wurde am 1. Oktober 2023 vom Samalari als eigenständiger Suco abgetrennt.
Lalulai, Libagua und Saelari liegen zwischen dem Hauptgebiets Samalaris und seinem zweitgrößten Territorium, das ihnen südlich folgt. Zu ihm gehören die Aldeias Lalu Uai und Desagua. Südöstlich befindet sich der Suco Sagadate, südlich der Suco Atelari, südwestlich der Suco Namanei und westlich Libagua.
Westlich von Nunira liegt an der Straße von Wetar das kleinste Gebietsstück Samalaris mit der Aldeia Sae Uata Issi. Sie bildet die Küste von Laga, des Hauptorts des Verwaltungsamtes.
Entlang der Küste führt die nördliche Küstenstraße, eine der wichtigsten Verkehrswege des Landes.
Der Fluss Binagua entspringt in Samalari. Kurz vor seiner Mündung fließt er nach Ueru-Mata hinein. Der Assarini, ein Nebenfluss des Lequinamos, entspringt im Grenzgebiet von Lalu Uai zu Libagua und bildet ein Stück der Grenze. Nah der Küste liegt der Salzsee Lagoa Laram mit einer Fläche von 150.000 m². Er gehörte bis zur Gebietsreform 2015 noch zum Suco Nunira, wie auch die Dörfer Binagua, Lualari und Bubodefo. Das Dorf Binagua gehört nun zu Uetu-Mara. Lualari befindet sich westlich davon. Bubodefo, Sorugua und der Hauptort Samalari liegen eng beieinander im Süden des Hauptterritoriums des Sucos. Die Dörfer Lalu Uai, Desagua und Kotaisi (Fatin) befinden sich im südlichsten Territorium. In der Aldeia Sae Uata Issi liegen Lagas Stadtteile Atatada und Kotagama.
Die Orte Lalu Uai und Sorugua haben jeweils eine Grundschule. Neben San Francisco Xavier in Samalari gibt es noch in Lalu Uai eine weitere Kirche.

## Einwohner
2015 lebten in den heute zu Samalari gehörenden Aldeias 2.660 Einwohner und nur 17 in der 2024 abgetrennten Aldeia Ueru-Mata. Allerdings gab es seitdem eine Neuordnung der Grenzen und mit Binagua gehört einer der größeren Orte nun zum anderen Suco. 2022 lebten vor der Abtrennung 2.849 Einwohner, davon sind 1.442 Männer und 1.407 Frauen. Im Suco gab es 521 Haushalte. 2010 gaben etwa 95 % der Einwohner Makasae als ihre Muttersprache an. Etwa 5 % sprechen Tetum Prasa.

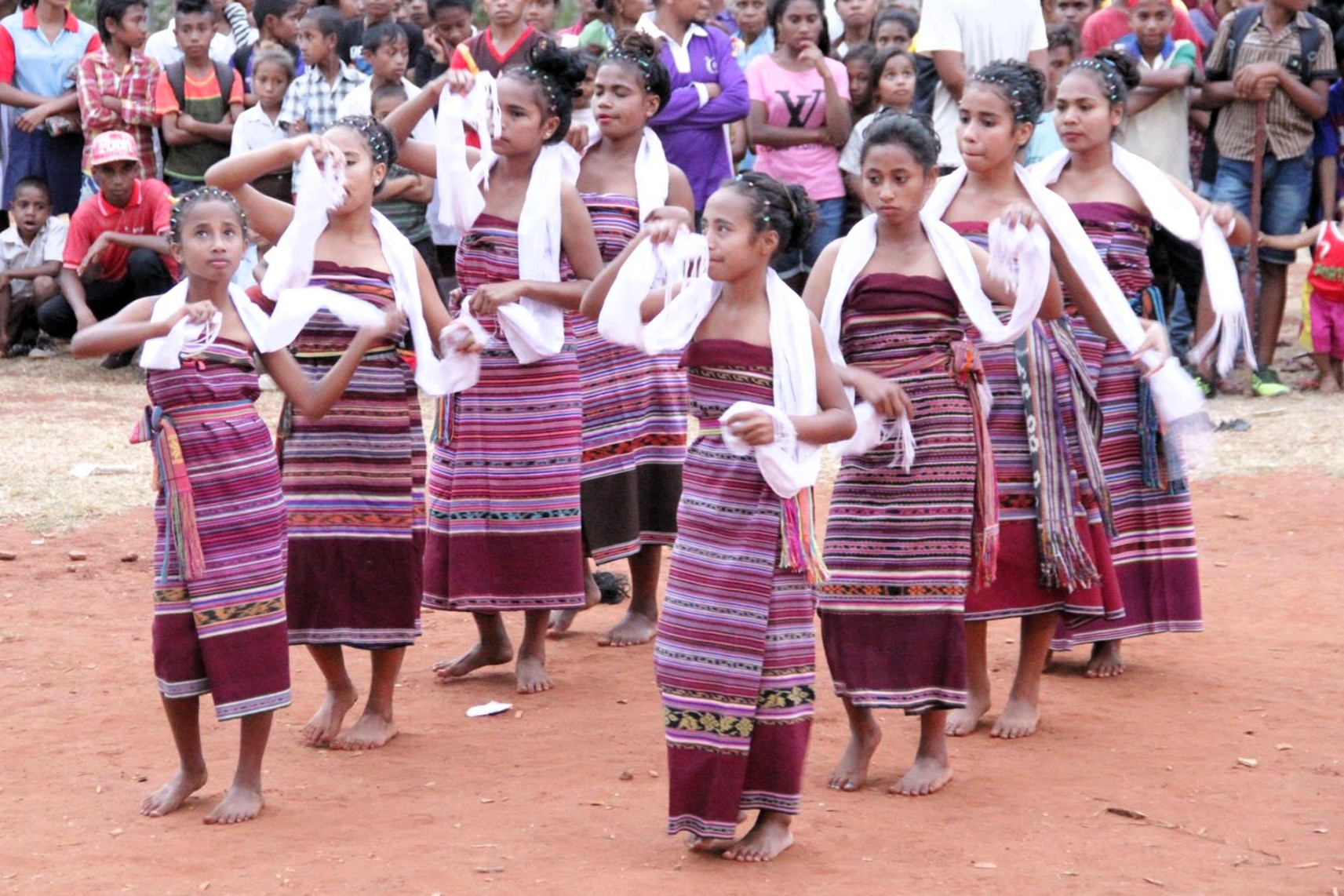
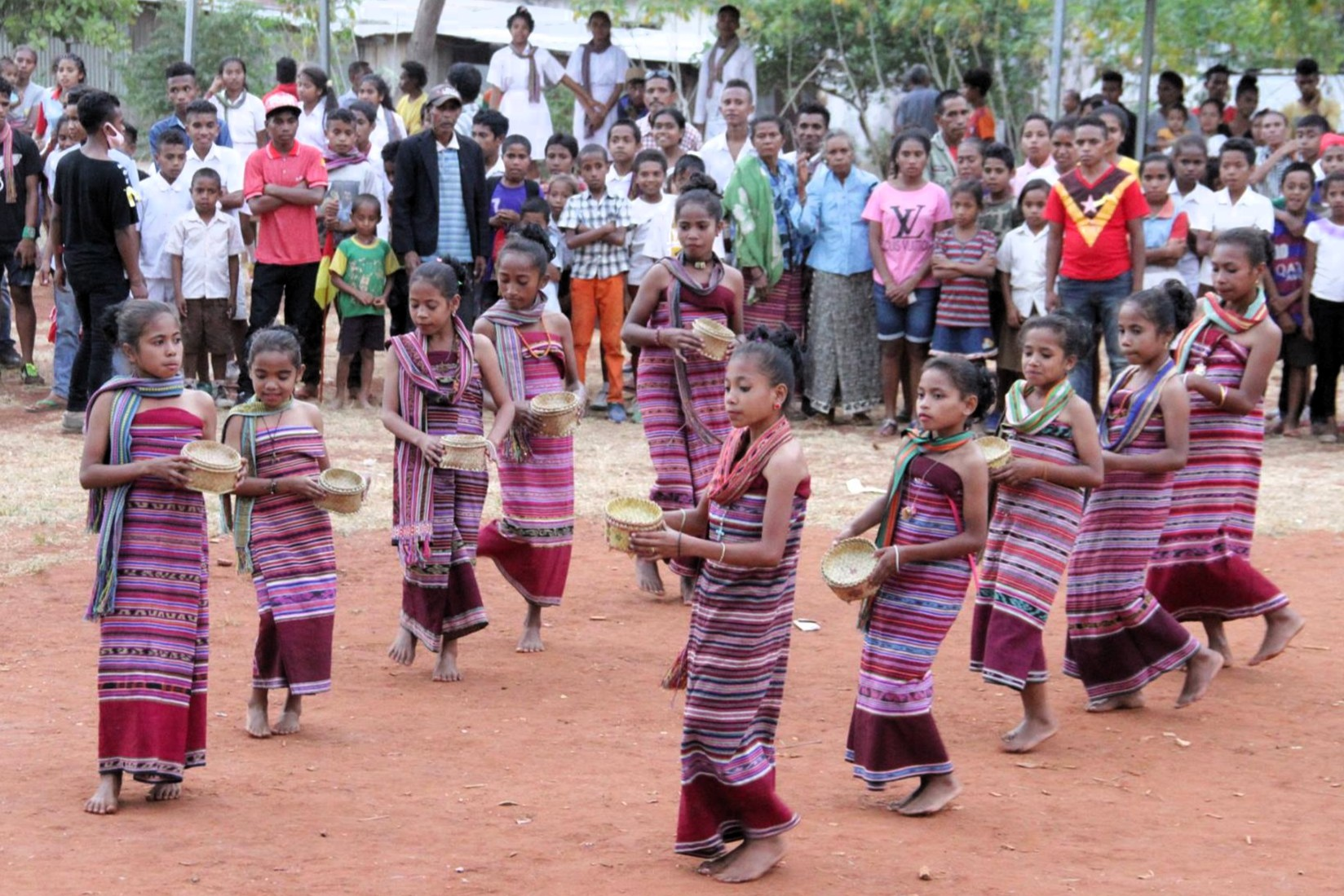
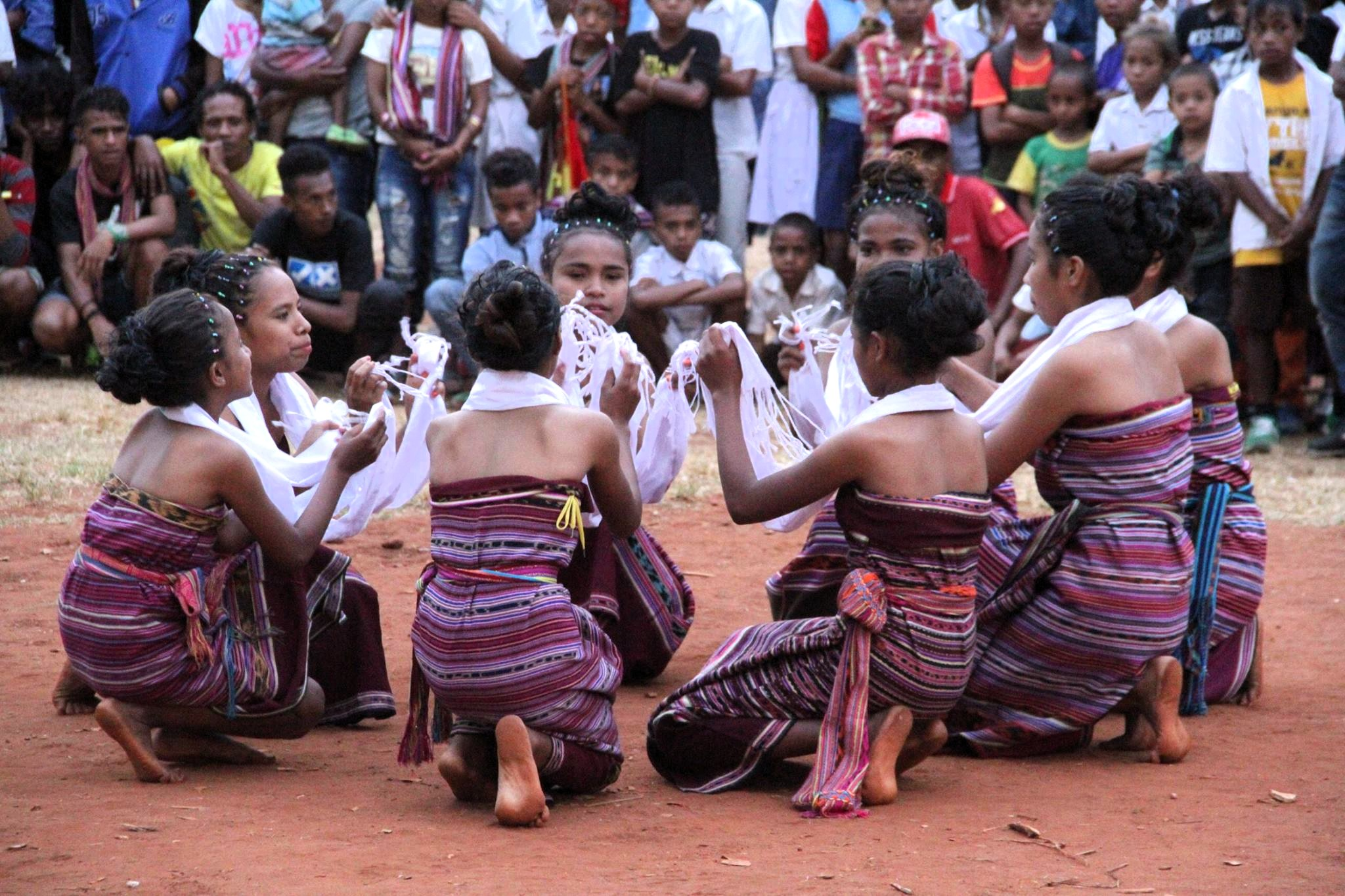
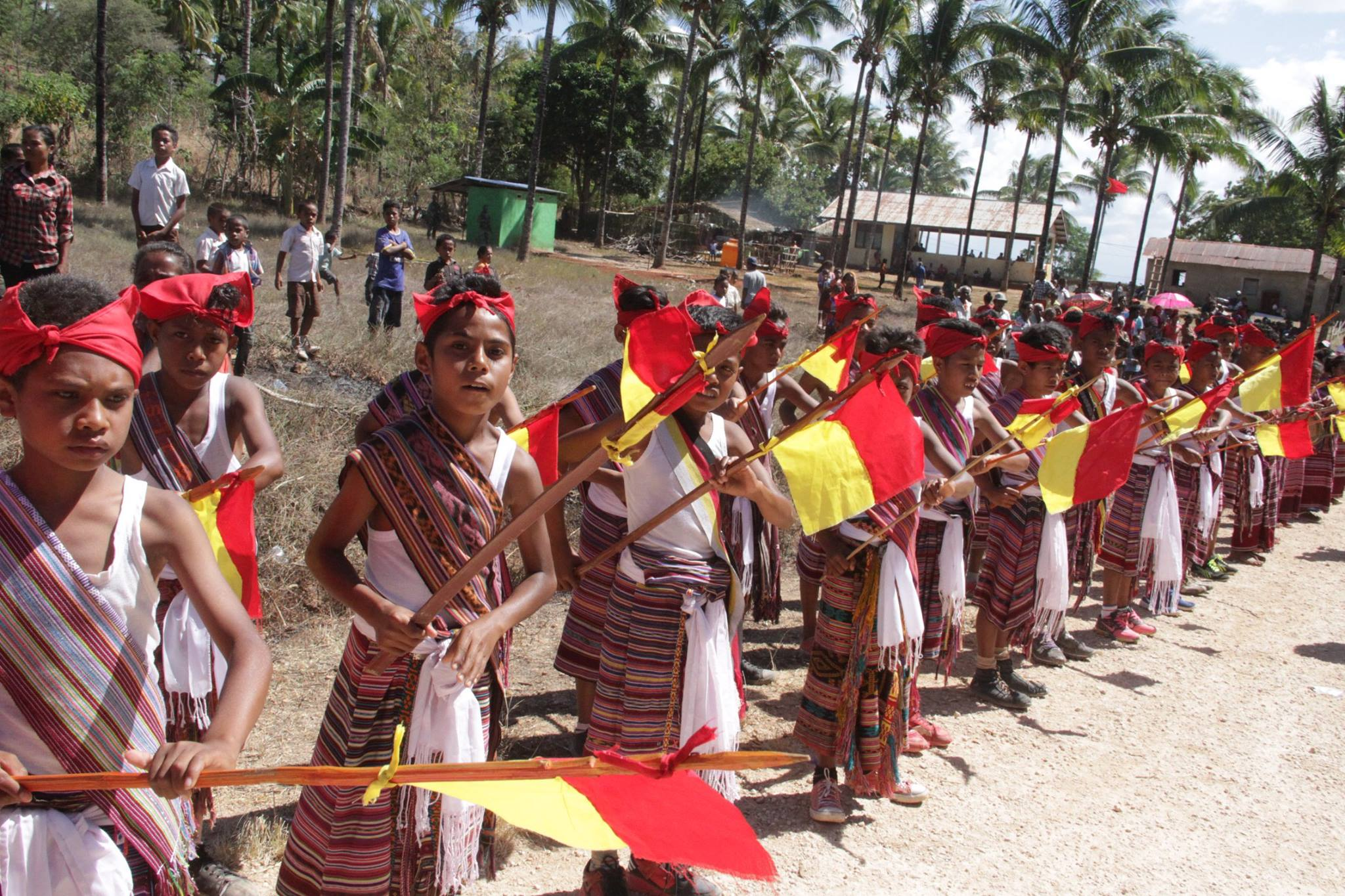

## Geschichte

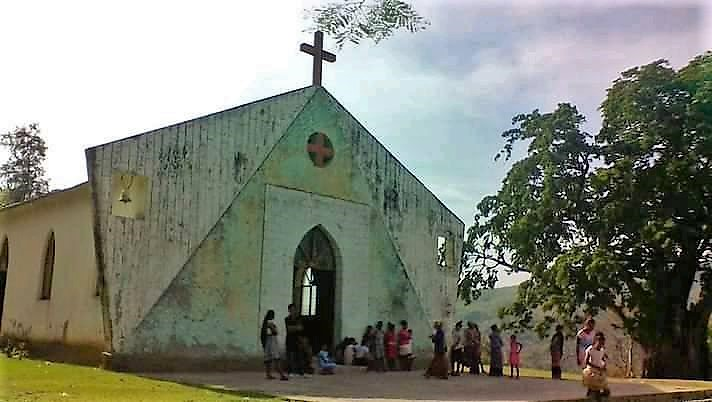
San Francisco Xavier

Die Missionsstation San Francisco Xavier in Samalari war die erste katholische Kirche im Verwaltungsamt Laga. Sie wurde am 3. Dezember 1949 eingeweiht. Später wurde sie zur Pfarrkirche, als das Pfarramt von Baucau abgetrennt wurde.

## Politik
Bei den Wahlen von 2004/2005 wurde João de Deus Xavier zum Chefe de Suco gewählt und 2009 Bei den Wahlen 2016 gewann Luis Clementino Xavier und wurde 2023 in seinem Amt bestätigt.
2023 wurden zum Chefe de Aldeias gewählt: Federico José da Costa (Desagua), Gaspar Boavida (Lalu Uai), Angelmo de Almeida Ximenes (Lualari), Justina Augusto de Costa (Sae Uata Issi), Alberto da Costa Ximenes (Samalari) und Lucio Costa de Almeida (Sorugua).